# La granduchessa si diverte
La granduchessa si diverte è un film del 1940, diretto da Giacomo Gentilomo. Il film è stato realizzato negli Stabilimenti Pisorno – Tirrenia.

## Trama
Il film è di ambientazione contemporanea. Nella capitale di uno staterello europeo vengono rappresentati gli spettacoli di una compagnia di balletti. Una danzatrice, Fanny, assomiglia in modo incredibile alla Granduchessa Mariella sovrana dello Stato. Il prefetto di polizia ed alcuni ministri decidono di fare allontanare per sempre la pericolosa sosia; ma, per un capriccio della Sovrana che ha voluto conoscere la ballerina, essi allontanano di fatto la Granduchessa mentre la sosia rientra a palazzo. Da questo scambio di persone derivano molti equivoci e molti incidenti: ad un certo momento, mentre la falsa Granduchessa deve fidanzarsi con un principe cugino, la falsa ballerina deve aderire alla domanda di matrimonio del fidanzato. Al finale i molti equivoci causati dallo scambio verranno chiariti e le due donne riprenderanno ciascuna il proprio posto e tutto si concluderà nel modo migliore.

## Stampa
- "Il meccanismo delle due sosia è troppo da operetta stile umbertino per divertire un pubblico moderno  [...] A parte questo vizio d'origine, il film non manca di spunti indovinati e di efficaci sfumature caricaturali. Le scene del Consiglio dei Ministri e del Consiglio della Corona, sono piene di umorismo e di delicata satira ed è un vero peccato che il regista non abbia mantenuto per tutto il film lo stesso tono, preferendo [..] un'andatura piuttosto da operetta e per conseguenza artificiosa e stucchevole." (Osvaldo Scaccia,"Film", 8 febbraio 1941)
- "Si sa che gran furbone, come cinematografaro, sia il Lubitsch. Pieno di oriente e di cattivo gusto, ma con una virtù tecnica di prim'ordine e con una forza di una volgarità evidente, ma non disgustosa. In fatto di cassetta poi, come richiamo commerciale, un padreterno. Ed ecco che questo padreterno ha trovato da noi i suoi imitatori: nel film che col titolo La granduchessa si diverte il giovine Gentilomo ha tratto da una commedia di Ugo Falena. Anche qui monarchi di paesi mai visti, ma vagamente orientali: quiproquò, e scambi di persona,[...] L'avventura non ha grande sugo, ma si lascia vedere fino in fondo, manca, è evidente, il prestigio che a questi film falsi danno i grandi attori, i quattrini buttati dalle finestre e certi accessori (fotografia, musica) che, in queste rubriche assumono un valore supremo, [..] Paola Borboni (In realtà è Paola Barbara), granduchessa e ballerina se la cava abbastanza bene. Ma è stato un errore caricare queste spalle di massaia nostrana con principeschi ermellini, con sete sontuose." (VOLPONE, "Bertoldo", 11 ottobre 1940)
- "Di notevole il film conta solamente la bella colonna sonora organizzata per Leitmotiv dell'operista Salvatore Allegra i cui motivi seriosi e vagamente verdiani, se non legano molto con l'esilità delle figure del racconto, tuttavia offrono una piacevole occasione di ascolto. La storiella sembra uscita dal teatro buffo rossiniano (come sempre evidente la continuità tra melodramma e cinema), lo sviluppo impresso da Gentilomo è invece assai poco divertente e, a tratti, vira perfino verso il dramma serio mentre la colonna sonora opta per quest'ultimo registro. (Pietro Bianchi,"Gazzetta di Parma", 11 ottobre 1940)